# Juxtapositie
Juxtapositie (Latijn juxta, iuxta: dichtbij, naast, juist als, zoals) is het naast elkaar plaatsen van zaken om daarmee een effect te bereiken.
De juxtapositie is vooral bekend als bedoeld contrast in de muziek en in de schilderkunst. In het algemeen worden door juxtapositie zowel verschillen als overeenkomsten duidelijker zichtbaar. De juxtapositie kan verbanden suggereren, zelfs als die er niet zijn.

## Kunst
Piet Mondriaan heeft veel tijd en aandacht besteed aan juxtaposities in zijn schilderijen. In films worden shots bij elkaar getoond vanwege de invloed die ze op elkaar hebben, bijvoorbeeld in 2001: A Space Odyssey van Stanley Kubrick een bot uit de prehistorie en een ruimteschip uit de toekomst. In de literatuur worden soms woorden of delen van een verhaal om dezelfde reden naast elkaar geplaatst.

### Fotografie
Juxtapositie komt op foto's vaak voor. Een fotograaf die een foto van de wereld voor zijn of haar lens maakt, plaatst meestal voorwerpen of details naast en achter elkaar. De fotograaf maakt daarbij gebruik van juxtapositie: een ander standpunt beeldt dezelfde ruimte anders af op het platte vlak, er ontstaat een andere juxtapositie. Garry Winogrand en Lee Friedlander maken veel gebruik van juxtapositie.
In dit verband kan er ook sprake zijn van een repoussoir: de fotograaf plaatst bewust een voorwerp op de voorgrond.

## Reclame

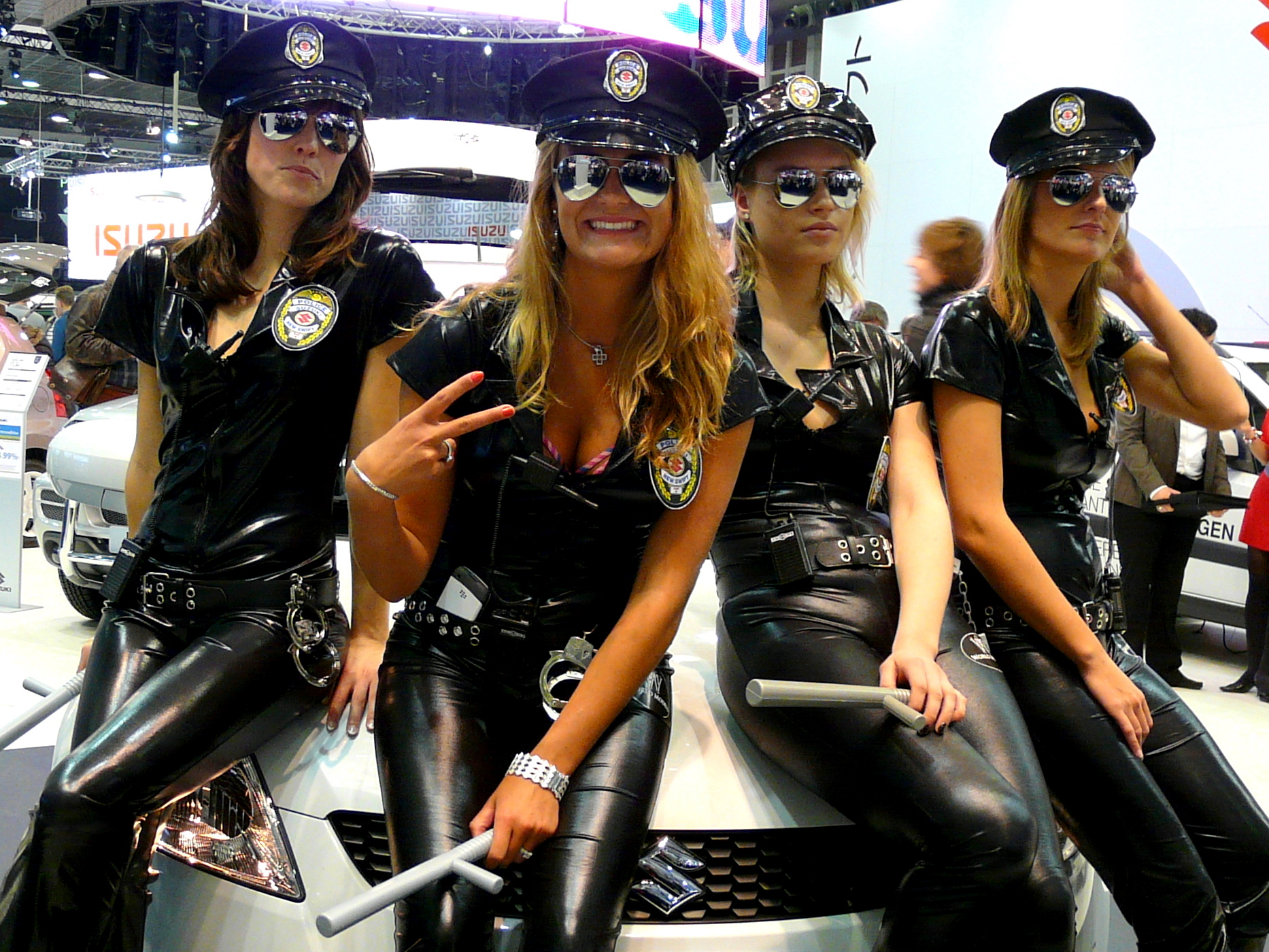
Juxtapositie op de autobeurs

In de reclame wordt de juxtapositie toegepast om potentiële klanten op het verkeerde been te zetten en oorzakelijke verbanden te laten vaststellen, die er feitelijk niet zijn.
Een reclametekst zou bijvoorbeeld kunnen luiden: "Ik ging naar fantastischevondst.nl  voor een onafhankelijk advies en ik had al na twee uur antwoord.". Door het naast elkaar plaatsen van de beweringen "ik ging naar fantastischevondst.nl voor een onafhankelijk advies" en "ik had al na twee uur antwoord", tracht men de potentiële klant over te halen tot de onjuiste gevolgtrekking dat fantastischevondst.nl onafhankelijk advies levert, terwijl dit niet daadwerkelijk is gezegd. Er is ook niet gezegd dat het antwoord onafhankelijk advies bevatte.
Een andere toepassing hiervan, bedoeld om een overeenkomst te suggereren, is een afbeelding van een gezond ogend en opgewekt mens te laten zien naast (op) een product met de bedoeling door die combinatie meer van dat product te verkopen.
De schaars geklede dame op de motorkap van een auto op de autobeurs doet de suggestie aan de hand dat auto's en erotiek met elkaar te maken hebben.
Hoewel een klant, winkelend in een supermarkt, twee artikelen in juxtapositie brengt door ze naast elkaar te houden om zo beter te kunnen kiezen, lijkt het woord toch meer gereserveerd voor serieuzere zaken.